# Jean Tailleur
Jean Tailleur (ur. 5 listopada 1963 w Quebecu) – kanadyjski duchowny rzymskokatolicki, biskup pomocniczy archidiecezji Quebecu od 2025.

## Życiorys
Ukończył studia teologiczno-filozoficzne na Uniwersytecie Lavala w Quebecu, a także uzyskał licencjat z prawa kanonicznego na Uniwersytecie św. Pawła w Ottawie. Święcenia kapłańskie przyjął 25 listopada 1990. W 2013 został mianowany kanonikiem kapituły metropolitalnej Quebecu. Pełnił posługę m.in. jako wikariusz parafialny, diecezjalny duszpasterz młodzieży. W latach 2011–2024 był kanclerzem archidiecezji. Był wikariuszem generalnym archidiecezji Quebecu oraz moderatorem kurii metropolitalnej.
12 grudnia 2024 papież Franciszek mianował go biskupem pomocniczym archidiecezji Quebecu i przydzielił mu stolicę tytularną Abora. Sakry udzielił mu 21 lutego 2025 arcybiskup Quebecu kardynał Gérald Lacroix.